# Drvodelja
Drvodelja (cyr. Дрводеља) – wieś w Serbii, w okręgu jablanickim, w mieście Leskovac. W 2011 roku liczyła 216 mieszkańców.